# Euphaedra (Euphaedrana) nigrobasalis
Euphaedra (Euphaedrana) nigrobasalis es una especie de  Lepidoptera, de la familia Nymphalidae,  subfamilia Limenitidinae, tribu Adoliadini, pertenece al género Euphaedra, subgénero (Euphaedrana).

## Subespecies
- Euphaedra (Euphaedrana) nigrobasalis nigrobasalis (Joicey & Talbot, 1921)
- Euphaedra (Euphaedrana) nigrobasalis upemba (Overlaet, 1955)
- Euphaedra (Euphaedrana) nigrobasalis ceramica (Hecq, 1991)

## Localización
Esta especie y las subespecies de Lepidoptera se encuentran localizadas en Zaire y en Malaui. 